# Лонцьк (гміна)
Гміна Лонцьк (пол. Gmina Łąck) — сільська гміна у центральній Польщі. Належить до Плоцького повіту Мазовецького воєводства.
Станом на 31 грудня 2011 у гміні проживало 5232 особи.

## Площа
Згідно з даними за 2007 рік площа гміни становила 93.74 км², у тому числі:
- орні землі: 45.00%
- ліси: 40.00%

Таким чином, площа гміни становить 5.21% площі повіту.

## Населення
Станом на 31 грудня 2011:
| Опис     | Загалом | Загалом | Чоловіки | Чоловіки | Жінки | Жінки |
| -------- | ------- | ------- | -------- | -------- | ----- | ----- |
| одиниця  | осіб    | %       | осіб     | %        | осіб  | %     |
| все      | 5232    | 100     | 2534     | 48.43    | 2698  | 51.57 |
| міське   | 0       | 100     | 0        |          | 0     |       |
| сільське | 5232    | 100     | 2534     | 48.43    | 2698  | 51.57 |

## Сусідні гміни
Гміна Лонцьк межує з такими гмінами: Ґомбін, Ґостинін, Щавін-Косьцельни.